# Cornillé
Cornillé (bretonisch: Kornilieg) ist eine französische Gemeinde mit 967 Einwohnern (Stand: 1. Januar 2022) im Département Ille-et-Vilaine in der Region Bretagne; sie gehört zum Arrondissement Fougères-Vitré und zum Kanton Vitré. Die Einwohner werden Cornilléens genannt.

## Geographie
Die Gemeinde Cornillé liegt acht Kilometer südwestlich von Vitré. Umgeben wird Cornillé von den Nachbargemeinden Saint-Jean-sur-Vilaine im Nordwesten und Norden, Saint-Aubin-des-Landes im Nordosten und Osten, Torcé im Südosten und Süden, Louvigné-de-Bais im Süden und Südwesten sowie Saint-Didier im Westen.
Durch die Gemeinde führt die Route nationale 157. 

## Bevölkerungsentwicklung
| Jahr                       | 1962 | 1968 | 1975 | 1982 | 1990 | 1999 | 2009 | 2020 |
| Einwohner                  | 580  | 555  | 524  | 532  | 572  | 663  | 827  | 969  |
| Quellen: Cassini und INSEE |      |      |      |      |      |      |      |      |

## Sehenswürdigkeiten
- Kirche Saint-Melaine mit Kreuzigungsfenster (um 1905) aus dem 15. Jahrhundert (siehe auch: Liste der Monuments historiques in Cornillé)
- Pfarrhaus
- Schloss La Bichetière, 1857 erbaut, mit Kapelle

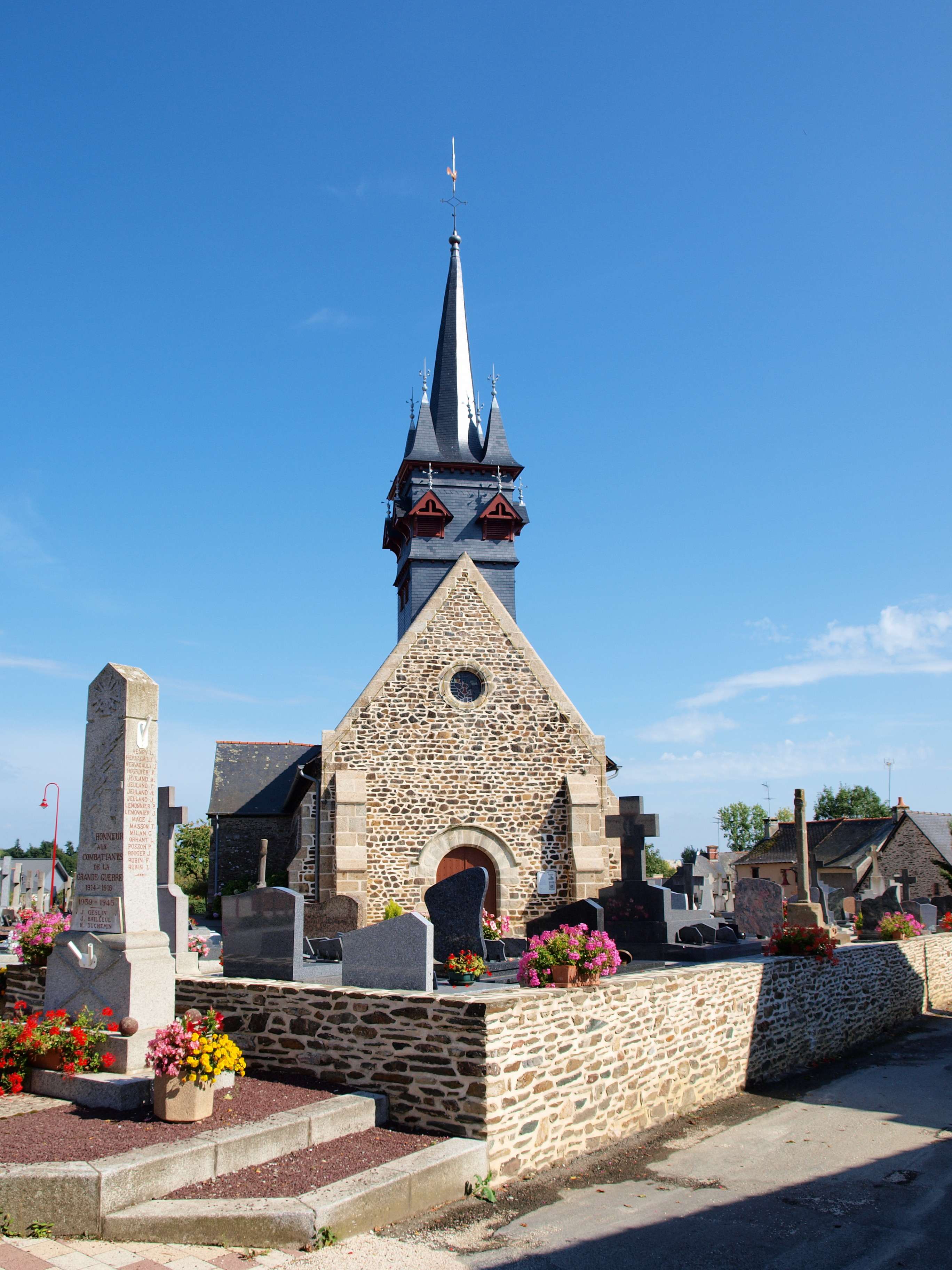
Kirche Saint-Melaine
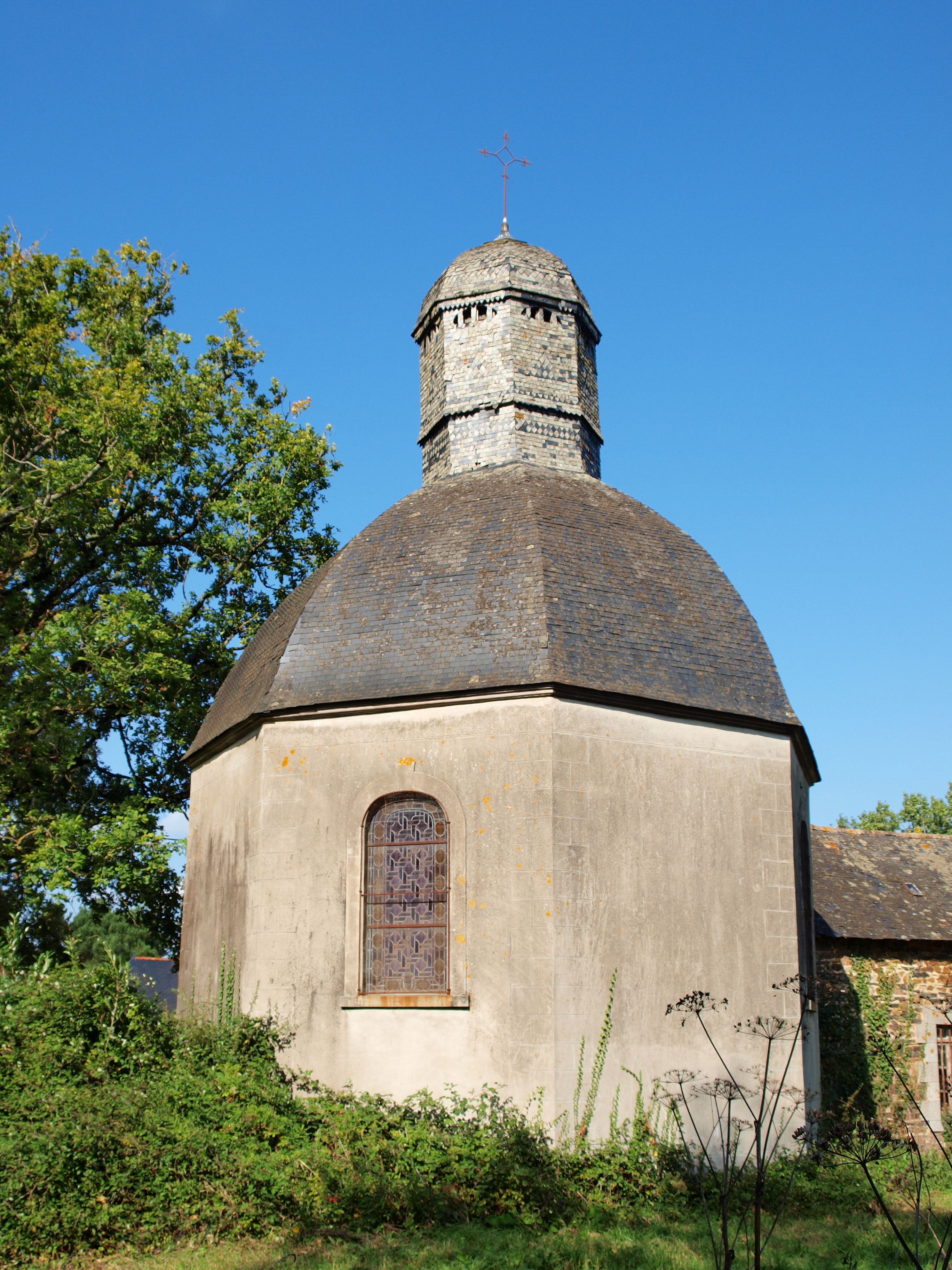
Kapelle am Schloss La Bichetière